# Qorlortoq Sø

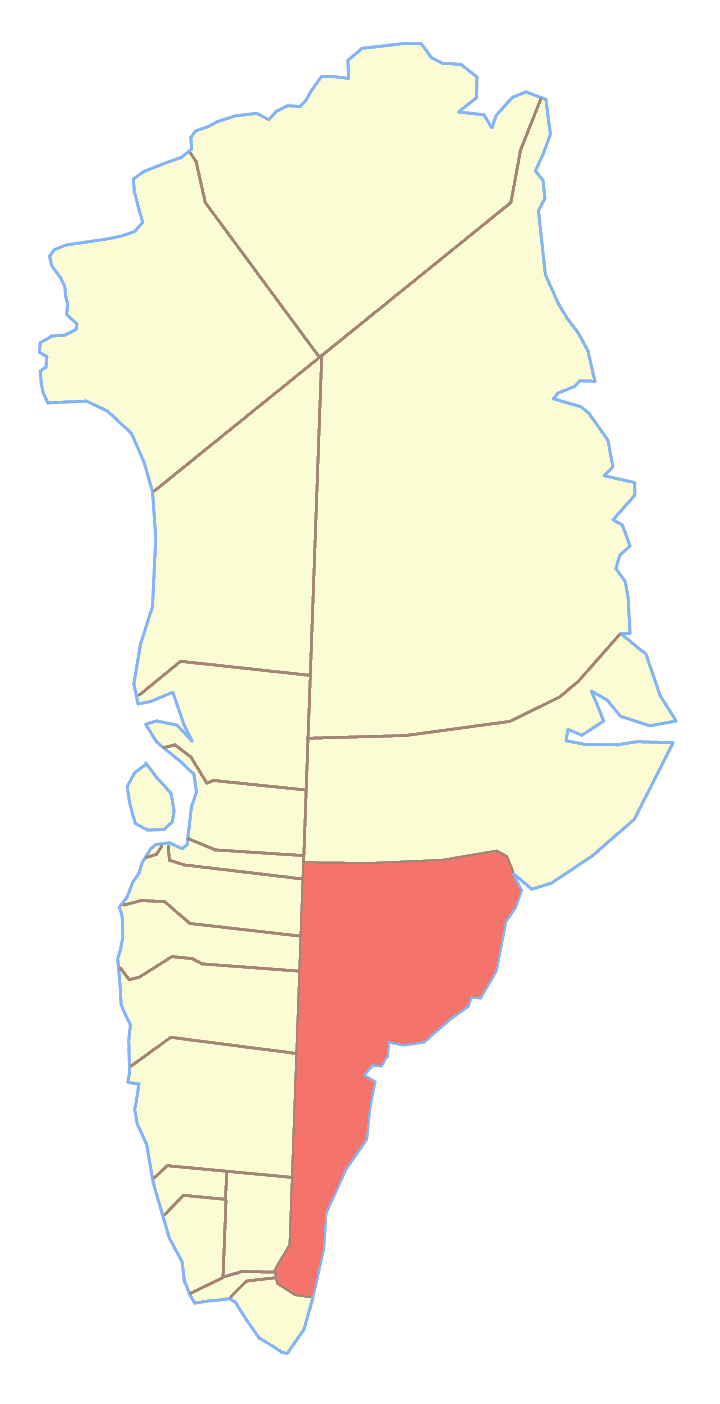
Ex comune di Ammassalik, dove si trovava il Qorlortoq Sø

Il Qorlortoq Sø è un lago della Groenlandia. Si trova 40 m sul mare, a 65°41'N 37°39'O; appartiene al comune di Sermersooq.